# Luis Comollo

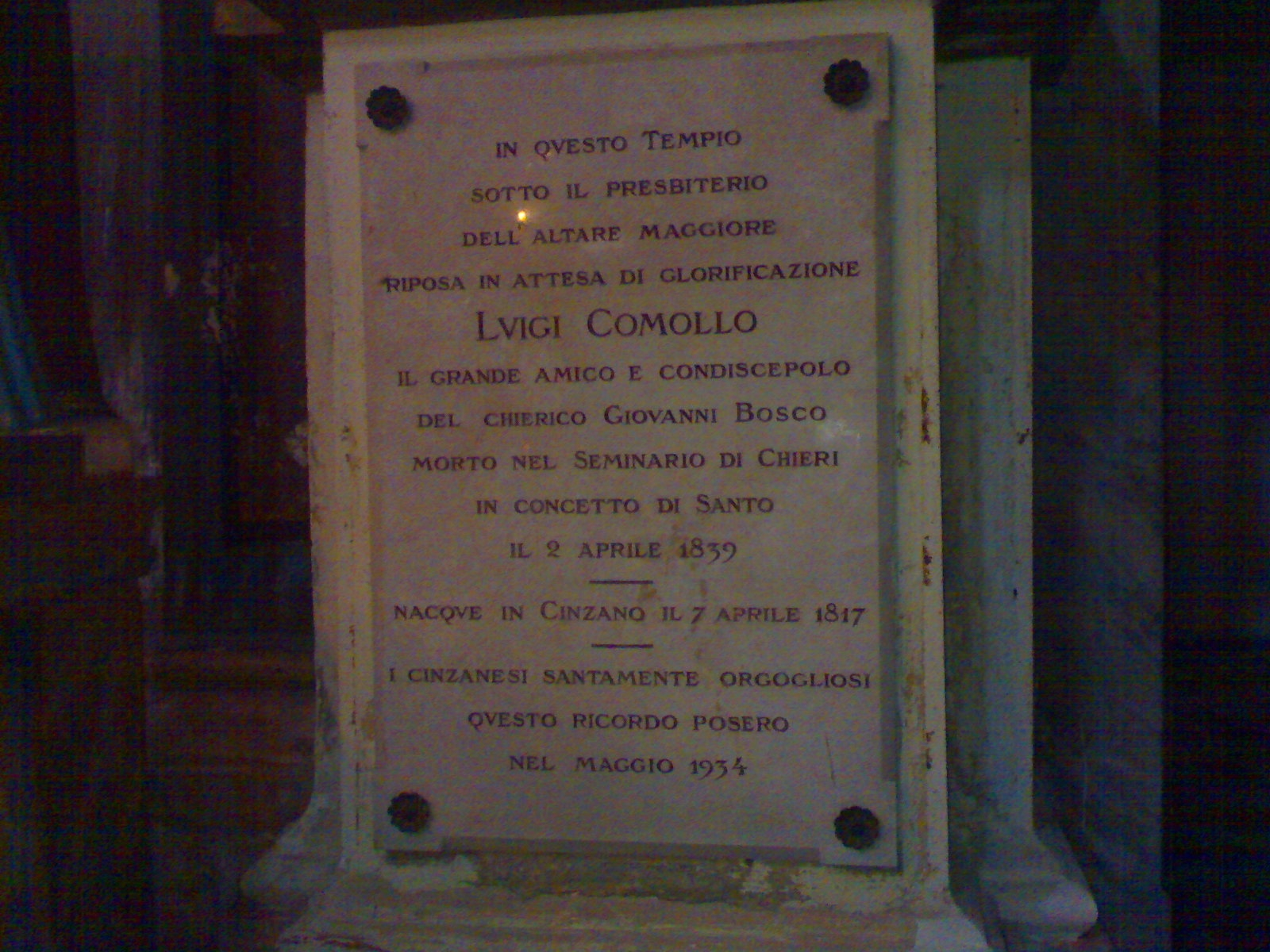
Lápida sepulcral de Luis Comollo en la Iglesia de S.Filippo, Chieri.

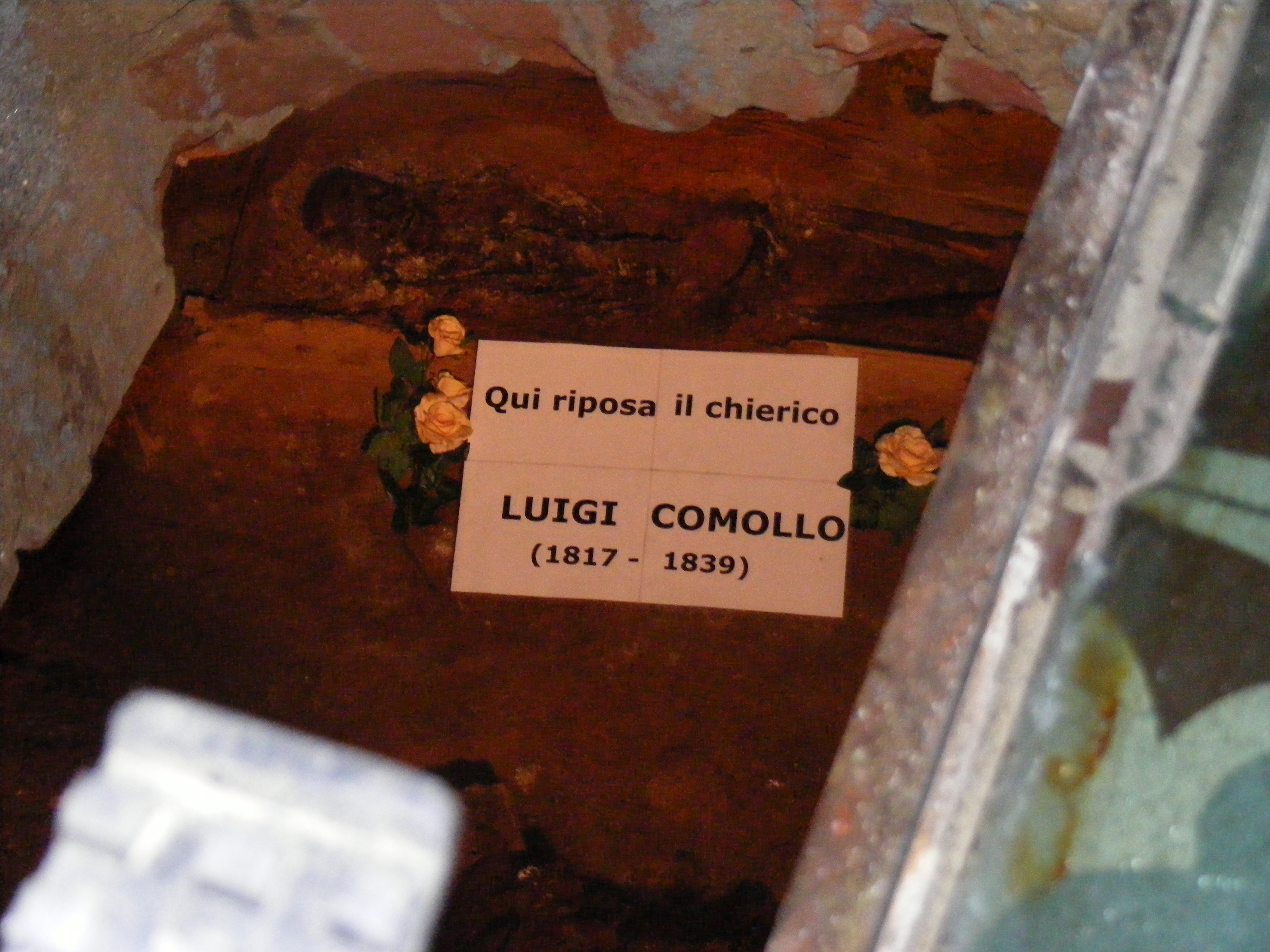
Tumba de Luis Comollo en la Iglesia de S.Filippo, Chieri.

Luis Comollo era un estudiante del Seminario Diocesano de Chieri, en la Arquidiócesis de Turín que es célebre por haber sido el mejor amigo de Don Bosco, el cual escribió su vida y fue uno de los primeros libros del santo de Turín. Una lápida en Cinzano fue puesta en honor de Comollo y sus restos descansan bajo el Altar de la Iglesia del Seminario de Chieri. Su vida ejemplar como estudiante y como cristiano le valieron que después de su muerte su tumba fuera profanada por varios de sus compañeros que cortaron algunos dedos de su mano como reliquias. Este hecho ha obstaculizado cualquier intención de sentar una causa de canonización por parte de la Iglesia católica. Por otro lado, su gran devoción estuvo influenciada por el rigorismo moral de la época y en general es objeto de interés para contrastar su vida con la del padre del sistema preventivo.

## Vida
Luis Comollo nació en la vereda de Aprá, Cinzano, Provincia de Turín el 7 de abril de 1817 y murió en Chieri el 3 de abril de 1839 con tan solo 22 años y posiblemente a causa de tuberculosis.
Era sobrino del entonces párroco de Cinzano, padre José Comollo y descendiente de una familia de pequeños propietarios campesinos que tenían raíces desde el siglo XV.
Cuando en el otoño de 1834, a 17 años de edad, regresó a estudiar al Seminario de Chieri, se encontró con un joven recién llegado de nombre Juan Bosco y entre ambos iniciaron una estrecha amistad que duró los cinco años restantes de Luis.

## La biografía escrita por Don Bosco
En la biografía, breve pero intensa como fue la vida de Comollo, Don Bosco narra varios episodios en los cuales resalta la personalidad férrea y disciplinada de Luis que complementaría aquella generosa y a la vez arriesgada del futuro santo. Ambos se apoyan en su amistad y la persona más asidua y dedicada que Luis encontrará junto a su lecho de muerte será la de su amigo Juan. Tal generosa amistad parece que obtuvo el sello de la Eternidad gracias a un sorprendente milagro.

## Evento milagroso
Un hecho sorprendente y narrado por Don Bosco en la obra que dedicó a su amigo se cuenta como uno de los primeros milagros que tiene como protagonista al santo. El hecho es casi inverosímil y pertenece al género de lo paranormal. En el Seminario de Chieri permanece una lápida que testimonia el evento y que fue testimoniado por una veintena de seminaristas aterrados.
Los dos amigos hicieron un pacto que consistía en que el primero que muriese, vendría a comunicarle cuál fue su suerte (salvación o condena) si Dios le diese permiso para ello. 

Yo ignoraba todas las consecuencias de una promesa así y confieso que fue una gran locura; así aconsejo decididamente a otros de abstenerse. Pero nosotros entonces no encontrábamos nada de reprensible en esta promesa y estábamos bien decididos en mantenerla. La renovamos más veces, en particular durante la última enfermedad de Comollo. Las últimas palabras de Comollo y su mirada me aseguraron el cumplimiento del pacto.
Así escribía Don Bosco posteriormente.

El evento es descrito por Don Bosco no sólo en la biografía dedicada a Comollo, sino también en las Memorias del Oratorio de San Francisco de Sales y en las Memorias Biográficas de Don Bosco escritas por G. B. Lemoyne:

En el seminario de Chieri, la noche del 3 al 4 de abril de 1839, que seguía al día de la sepultura de Luis Comollo, descansaba con veinte alumnos del curso teológico... Estaba en la cama pero no dormía. Hacia la medianoche se oye un ruido en el fondo del corredor, ruido que se hacía más sensible, más agudo a medida que se acercaba. Parecía como el de una carroza tirada por muchos caballos, de un tren de ferrovía, del disparo de un cañón... Los seminaristas del dormitorio se despertaron, pero ninguno hablaba. Yo estaba aterrorizado. El ruido avanza y es siempre más espantoso; y en el dormitorio se abre violentamente la puerta. Continúa más vehementemente el rumor sin que se vea alguna cosa, excepto una luz lánguida, pero de varios colores que aparece reguladora de ese sonido. De pronto se hace un silencio improviso: resplandece más viva aquella luz; se oye inconfundible la voz de Comollo (...) que, por tres veces consecutivas dice: ¡Bosco, Bosco, Bosco! ¡Me salvé!

La descripción de Don Bosco dice que el dormitorio se volvió más luminoso en ese momento y todos los seminaristas huyeron sin saber a dónde. Este fenómeno, que causó un gran terror a Juan, casi lo porta a su propia muerte.